# Ford LTD Crown Victoria
Ford LTD Crown Victoria — полноразмерный заднеприводный автомобиль, выпускавшийся компанией Ford Motor Company c 1983 по 1991 годы. После 1992 года название сменилось на Ford Crown Victoria, но используемые узлы и детали остались тем же, что и на прежней модели.

## История
Ford LTD был перемещён на платформу Ford Panther в 1979 году, вместе с Ford LTD Landau (Ландо). В следующем 1980-м модельном году модель Ландо была переименована в Crown Victoria.
С 1983 по 1986, шильдик LTD ставился на два разных автомобиля: на полноразмерный LTD Crown Victoria, и автомобиль обычного класса, сделанного на базе Ford Fox.
- 1983: Все полноразмерные автомобили Ford’а теперь называются LTD Crown Victoria, а также Granada, которая была видоизменена и переименована в LTD. Вдобавок, полноразмерные автомобили получили новую решётку радиатора и задние фонари. На старых LTD 'S' передняя панель была убрана, оставили только прежние высококачественные панели с квадратными фарами.
- 1986: «Sequential Fire» электронная системы впрыска, использующая Ford’овский OBD-1 надежный компьютер EEC-IV, становится стандартным для штатных моделей.
- 1988: На всех моделях видоизменяется передок, плюс на седанах поменялась задняя часть автомобиля (задние фары напоминали Oldsmobile Delta 88). Купе перестали выпускать. Некоторые элементы, будучи опциональными, вошли в стандартную комплектацию — например, AutoLamp (автоматическая система света фар).
- 1990: Получены новая приборная панель и рулевая колонка, наряду с воздушной подушкой со стороны водителя, а также задние ремни безопасности.
- 1991: Последний год выпуска модели, и последний год для универсала. Некоторые изменения коснулись поворотников, которые из янтарного цвета стали прозрачными.

Полицейские машины использовали двигатель Windsor V-8 (5,8 литров). На 351 Windsor’е Ford взамен неудовлетворительного и проблемного карбюратора Variable Venturi в 1988 году начал использовать 4-баррельный карбюратор Holley, который был намного более надёжным и дал двигателю больший вращающий момент и приличную мощность.

## Выпускаемые модели
Представленные в 1983 году, модели выпускались двух видов: «базовая» модель и уценённая «S»-версия. Обе они оснащались стандартным двигателем CFI V-8, и АКПП с овердрайвом, рулевым усилителем, усиленными передними дисковыми тормозами, бамперными демпферами. В базовую модель дополнительно входило: тканевое нераздельно сиденье с регулированием наклона, колпаки на колеса, дополнительное освещение салона, виниловая крыша в стиле «Ландо» и AM/FM-стереоприёмник.
Бюджетная «S»-модель была сопоставима с основным рядом LTD, но имела такие особенности, как виниловое нераздельное сиденье, АМ-радио (стерео радио устанавливалось за дополнительную плату), и настил на пол более низкого качества. Виниловая крыша была убрана, и подбивалась только за дополнительную плату, была убрана дополнительная подсветка.
Люксовый вариант отделки предлагался на основе базовой, и заключался в улучшенной отделке внутренней обивки (более высокого уровня настила на полу), глубоких раздельных передних сидений, сзади устанавливался складной подлокотник, усиливалась звукоизоляция, в двери монтировались дополнительные осветители, а также пульт управления зеркалами и стелами по заказу. В 1986 году данная комплектация стала собственной моделью и обозначалась «LX».
Опционально был включен кондиционер (вошёл в стандартную комплектацию в 1987 году), регулировка наклона рулевой колонки, круиз-контроль, усиленные дверные замки, броские алюминиевые колёса, встроенные лампочки в двери, компьютер TripMinder, автоматические фары и обёрнутый кожей руль. Покупатели могли заказать иную стерео-систему, колпаки на колёса, цвет виниловой крыши и авто.